# Mattias Ståhlbom
Magnus Mattias Ståhlbom, född 24 januari 1971 i Norrköping, är en svensk inredningsarkitekt och formgivare.
Mattias Ståhlbom är utbildad vid Konstfack i Stockholm, där han gick linjen för inredningsarkitektur och möbeldesign. Han har studerat etnologi och konstvetenskap vid Stockholms universitet och Umeå universitet. Med Gabriella Gustafson driver han sedan 2002 arkitekt- och designkontoret TAF i Stockholm.
Ståhlbom har formgivit möbler och köksredskap för kända svenska företag, bland annat skålen Fall för Pukebergs glasbruk, lampserierna Can, Pin och Three för Zero Interiör, tidskriftssamlaren File för NC Möbler och bordet Chamfer för Karl Andersson & Söner tillsammans med Daniel Franzén.
Ståhlbom har ställt ut på möbelmässan i Milano, i Tokyo och i Seoul. Ståhlbom och Gustafson fick Bruno Mathsson-priset 2017.